# シャディ・ベク
シャディ・ベク・ハン（شادی بيک خان shādī bīk khān、? - 1407年）は、バトゥ家断絶後のジョチ・ウルスのハン。トカ・テムル系ノムカン王家の出で、先代ハンのテムル・クトルクの従兄弟にあたる。
マングト部のエディゲによって推戴された傀儡ハンの一人であるが、エディゲを排斥しようとして失敗したことでハンの地位を失った。

## 概要
シャディ・ベクはジョチの十三男トカ・テムルの末裔で、トカ・テムルの孫ノムカンを始祖とする「ノムカン家」の出身であった。ノムカン家のテムル・ベクはオロス・ハンの没後にオルダ・ウルスでハンに即位しており、テムル・ベクの弟クトル・ベクの息子がシャディ・ベクとなる。
テムル・ベクはトクタミシュ・ハンに敗れて亡くなり、トクタミシュはジョチ・ウルスの再統一を達成するも、南方のティムールと対立して没落した。トクタミシュの没落後に台頭してきたのがマングト部のエディゲで、エディゲはテムル・ベクと自身の妹の息子であるテムル・クトルクを擁立し、バトゥ・ウルスの大部分を支配した。一方、トクタミシュとその息子達は西方のリトアニア大公国に亡命して再起を図っており、テムル・クトルクはトクタミシュの息子達との戦いの中で亡くなった。
テムル・クトルクの死後にエディゲが擁立したのがシャディ・ベクであったが、シャディ・ベクはエディゲに実権を奪われていることを不満に思い、エディゲを排斥しようと企んだ。しかし、これを察知したエディゲはテムル・クトルクの子ボラトを新たに擁立し、サライから逐われたシャディ・ベクはカフカース方面で亡くなったと伝えられている。

## トカ・テムル系ノムカン王家
- ジョチ(Jöči ＞朮赤/zhúchì,جوچى خان/jūchī khān)
  - トカ・テムル(Toqa temür ＞توقا تیمور/tūqā tīmūr)
    - キン・テムル(Kin temür ＞کين تيمور/kīn tīmūr)
      - アバイ(Abai ＞اباي/abāy)
        - ノムカン(Nomuqan ＞نومقان/nūmuqān)
          - クトルク・テムル(Qutluq temür ＞قتلق تيمور/qutluq tīmūr)
            - テムル・ベク・ハン(Temür beg qan ＞تيمور بيک خان/tīmūr bīk khān)
              - テムル・クトルク・ハン(Temür qutluq qan ＞تيمور قتلق خان/tīmūr qutluq khān)
                - ボラト・ハン(Bolad qan ＞بولاد/būlād)
                - テムル・ハン(Temür qan ＞تيمور خان/tīmūr khān)
                  - クチュク・ムハンマド(Küčük muḥammad qan ＞کوچوک محمد/kūchūk muḥammad)
                    - マフムード・ハン(Maḥmūd qan ＞محمود خان/maḥmūd khān)⇒アストラハン・ハン国
                    - アフマド・ハン(Aḥmad qan ＞احمد خان/aḥmad khān)⇒大オルダ

            - クトル・ベク(Qutlu beg ＞قوتلو بيک/qūtlū bīk)
              - シャディ・ベク・ハン(Šadi beg qan ＞شادی بيک خان/shādī bīk khān)